# Przyrzeczenie (film)
Przyrzeczenie (ang. The Promise) – amerykańsko-hiszpański film historyczny z 2016 roku w reżyserii Terry'ego George'a. Tematem filmu jest ludobójstwo Ormian, które miało miejsce na terenie  Imperium Osmańskiego w latach 1915–1917.

## Obsada
- Oscar Isaac - Mikael Boghosian
- Charlotte Le Bon - Ana Khesarian
- Christian Bale - Christopher Myers
- Marwan Kenzari - Emre Ogan
- Shohreh Aghdashloo - Marta Boghosian
- Angela Sarafyan - Maral
- Daniel Giménez Cacho - wielebny Dikran Antreassian
- Tom Hollander - Garin
- Numan Acar - Mustafa
- Igal Naor - Mesrob Boghosian

## Nagrody i wyróżnienia
- 2018: Nominacja do nagrody Satelity w kategorii: Najlepsza piosenka (utwór "The Promise", wyk. Chris Cornell)[2].